# Róna Dezső
Róna Dezső, született Rollberg, névváltozat: Róna L. Dezső (Kúla, 1887. szeptember 2. – Budapest, 1968. február 10.) énekes (basszus), rendező, igazgató. 

## Pályafutása
Szülei Rollberg Móric és Holländer Janka/Johanna. 1920 szeptemberétől Arad színházi ügyeit ő kezelte, ekkor már mint neves operaénekes és rendező. Társulata három részleggel rendelkezett: opera, operett, próza. Az első teljes évadban műsorukon 17 opera, 43 operett és 50 prózai darab (ebből 19 bemutató) szerepelt összesen 375 előadásban. A következő évad során ugyan felütötték a fejüket az anyagi problémák, valamint a koncesszióért folytatott harc is kiélezett volt, azonban ekkor is ő vezette a társulatot. A koncessziót azonban a következő években már id. Szendrey Mihály és Fekete Mihály nyerték el. Róna Dezső újból csak 1934 és 1936 kapta meg az aradi játékjogot. 1917. június 12-én Budapesten vette feleségül Horváth Mici (Horváth Mária Terézia Emma, szül.: 1891. június 24.) énekesnőt, akivel 1943-ban Pécsre kerültek. Az 1947–48-as évadban vezette a Pécsi Nemzeti Színház operarészlegét. 1949 után A Magyar Néphadsereg Színházában lépett fel. A Farkasréti temetőben helyezték nyugalomra.